# همگرایی جنوبگان

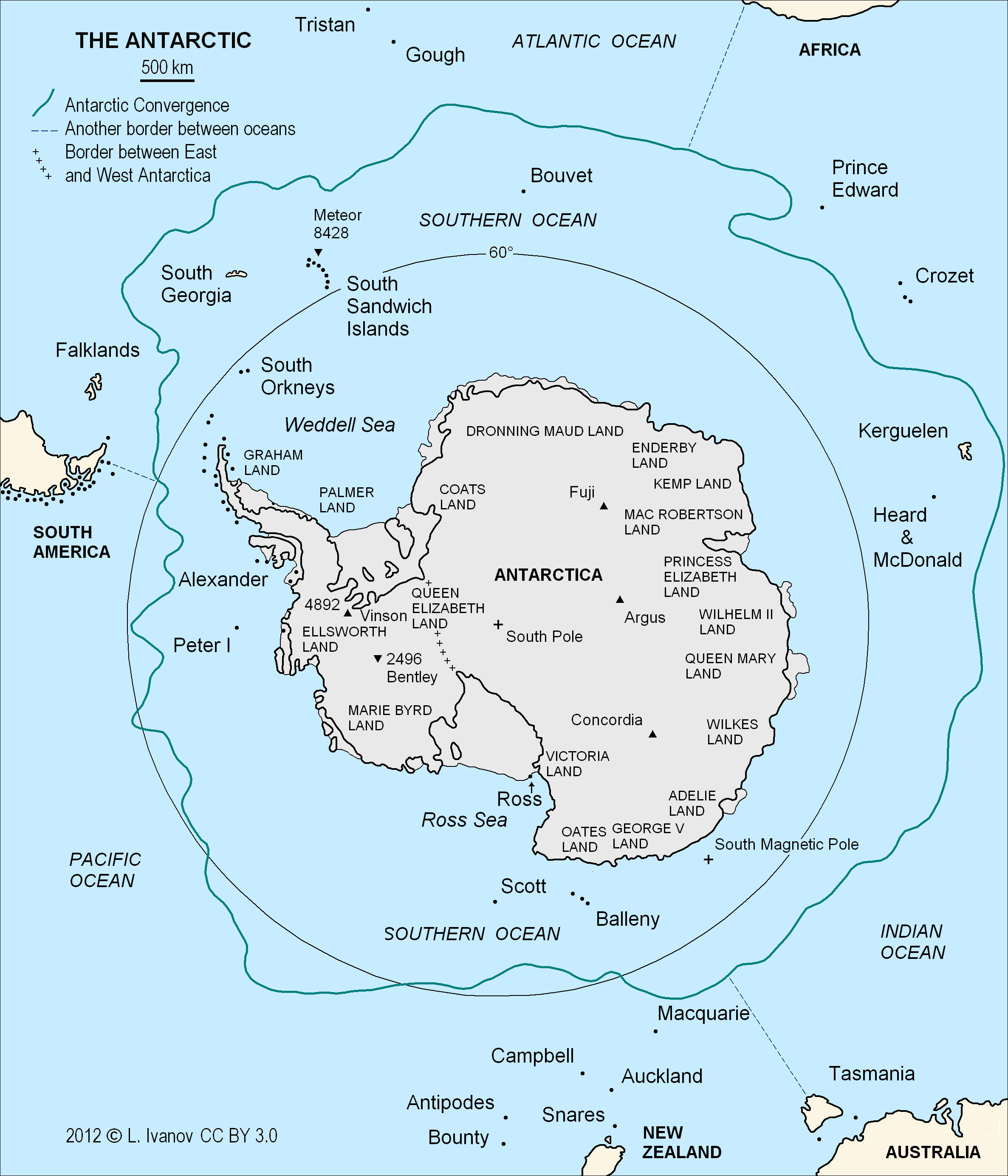
همگرایی جنوبگان

همگرایی جنوبگان یا جبهه قطبی جنوبگان (به انگلیسی: Antarctic Convergence)، یک کمربند دریایی است که قاره جنوبگان را دربر گرفته‌است و در عرض جغرافیایی فصلی متفاوت است، جایی که آب‌های سرد جنوبگان که به سوی شمال جریان دارند با آب‌های نسبتاً گرم‌تر جنب‌جنوبگان برخورد می‌کنند. آب‌های جنوبگان عمدتاً در زیر آب‌های گرم‌تر زیرقطبی فرومی‌روند، در حالی که مناطق اختلاط و فراچاهش آن منطقه‌ای با بهره‌وری بسیار بالا به‌ویژه برای کریل جنوبگان ایجاد می‌کند.
این خط، مانند خط دارمرز قطب شمال، یک مرز طبیعی است تا مصنوعی، مانند مرزهای کشورها و منطقه زمانی. این خط نه‌تنها دو منطقه هیدرولوژیک را از هم جدا می‌کند، بلکه مناطقی از زندگی دریایی و آب و هوای متمایز را نیز از هم جدا می‌کند.
شمالگان به دلیل توده‌های بزرگ زمینی که با منطقه قطب شمال همجوار هستند، مرز مشابهی ندارد.
همگرایی جنوبگان نخستین بار توسط آنتونی د لا روشه در سال ۱۶۷۵ مطرح کرد، و توسط ادموند هالی در سال ۱۷۰۰ توصیف شد.